# Lasioglossum bowkeri
Lasioglossum bowkeri är en biart som först beskrevs av Cockerell 1920.  Lasioglossum bowkeri ingår i släktet smalbin, och familjen vägbin. Inga underarter finns listade i Catalogue of Life.